# Witold Woyda
Witold Woyda   (Poznań, 10 de maig de 1939 - Nova York, 5 de maig de 2008) fou un tirador d'esgrima polonès, especialista en floret, que va competir durant les dècades de 1960 i 1970.
El 1960 va prendre part en els Jocs Olímpics d'Estiu de Roma, on disputà dues proves del programa d'esgrima. En la prova del floret individual fou quart, mentre en la del floret per equips quedà eliminat en quarts de final.Quatre anys més tard, als Jocs de Tòquio, tornà a disputar dues proves del programa d'esgrima. En la prova del floret per equips guanyà la medalla de plata, mentre en la del floret individual quedà eliminat en vuitens de final. El 1968, als Jocs de Ciutat de Mèxic, va guanyar la medalla de bronze en la prova del floret per equips i, novament, quedà eliminat en vuitens de final en el floret individual. El 1972, als Jocs de Múnic, aconseguí els seus èxits més importants en guanyar dues medalles d'or, en floret individual i floret per equips. Aquest èxit li va valer ser escollit esportista polonès de l'any.
En el seu palmarès també destaquen deu medalles al Campionat del Món d'esgrima, cinc de plata i cinc de bronze, entre les edicions de 1962 i 1973, així com una medalla de bronze a les Universíades de 1963. A nivell nacional guanyà tres campionats de Polònia de floret, el 1964, 1965 i 1972.
Una vegada retirat emigrà als Estats Units, on va morir el 2008 d'un càncer de pulmó.